# أحمد الحضري
احمد الحضري ناقد سينمائي، مترجم، مؤرخ سينمائي، يعتبر شيخ نقاد السينما في مصر ومعلمهم الأول والمؤرخ السينمائي المثابر والدقيق.

## مؤسس
اسس جمعية الفيلم عام 1960.

## المناصب التي شغلها
- عميد المعهد العالي للسينما عام 1967 .
- مدير المركز الفني للصور المرئية عام 1972 .
- مدير مركز الثقافة السينمائية عام 1975.
- رئيس المركز القومي للسينما عام 1980 .
- رئيس صندوق دعم السينما عام 1984 .
- مدير ثم رئيس نادي سينما القاهرة عام 1968 .
- رئيس مهرجان الإسكندرية السينمائي عام 1988 .
- رئيس الجمعية المصرية لكتَّاب ونقاد السينما عام 1989 .

## ابرز مؤلفاته
1. كتاب (فن التصوير السينمائي).
2. كتاب (تاريخ السينما في مصر) من جزئين.
3. كتاب (يوسف جوهر أديب السينما المصرية).
4. كتاب (سعيد شيمي شاعر الصورة السينمائية).
5. كتاب (أهم مائة فيلم في السينما المصرية) مع مؤلفين آخرين.
6. كتاب (

## الكتب السينمائية التي ترجمها

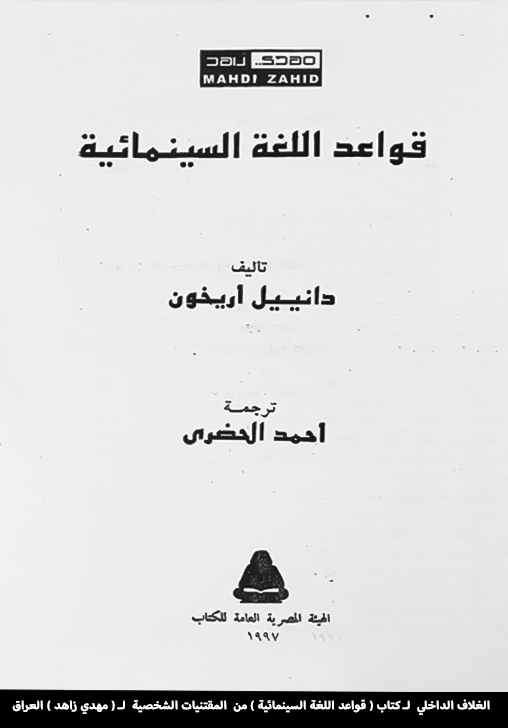
الغلاف الداخلي لـ كتاب (قواعد اللغة السينمائية) من المقتنيات الشخصية لـ (مهدي زاهد) العراق

1. كتاب (فن المونتاج السينمائي) تأليف " كاريل رايس" 1964 .
2. كتاب (صناعة الأفلام من السيناريو الي الشاشة) تأليف «ايفان بتلر» 1976 .
3. كتاب (الاخراج السينمائي) تأليف «تيرنس سان مارنر» 1983 .
4. كتاب (تصميم المناظر السينمائية) تأليف تيرنس مارنر" 1984 .
5. كتاب (السيناريو للسينما) تأليف "دوايت سوين" 1988 .
6. كتاب (قراءة الشاشة) تأليف «جون ايزود» 1989 .
7. كتاب (نظرية السينما) تأليف «بيلا بلاش» 1991 .
8. كتاب (التمثيل للسينما والتليفزيون) تأليف " توني بار" 1993
9. كتاب (كيف تتم كتابة السيناريو) تأليف «انجار كارتينيكوفا» 1995 .
10. كتاب (قواعد اللغة السينمائية) تأليف "دانييل أريخون" 1997 .
11. كتاب (توجيه الممثل في السينما والتليفزيون) تأليف "جوديت ويستون" 2004 .
12. كتاب (صناعة الأفلام الروائية) تأليف «اندرو بوكانان» د.ت.
13. كتاب (رجال السينما) تاليف "أوزويل بليكستون" د.ت.

## منهج
كتاب (قواعد اللغة السينمائية) تأليف "دانييل أريخون" وكتاب (السيناريو للسينما) تأليف "دوايت سوين" إحدى الكتب التي يحث بعض اساتذة السينما في جامعة بغداد على اقتنائها، كونها تتدخل ضمن المنهج، ابرز أستاذ يعتمد على هذه الكتب هو الـ بروفيسور طه حسن الهاشمي.